# AS-201
AS-201 (SA-201) — 18-й старт, проведенный в рамках подготовки к программе Аполлон, 1-й полет корабля Аполлон, произведен ракетой-носителем Сатурн-1Б, состоялся 26 февраля 1966 года.

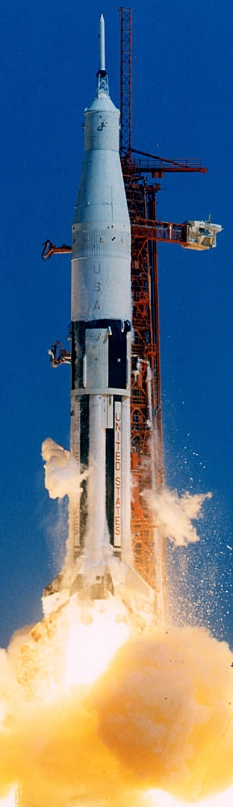
Первый старт Сатурна-1Б.

## Задачи и цели[1]
- Проверить работу двигателей ракеты-носителя Сатурн-1Б, систему управления полётом и электрические схемы
- Убедиться в конструктивной совместимости ракеты-носителя с Командным модулем (КМ) и в точности расчета нагрузок на космический корабль
- Испытать разделение всех элементов ракеты
- Опробовать тепловой экран КМ, работу двигательной установки последней ступени (включая повторный запуск в космосе), работу Служебного модуля (CM) и управления им, функционирование системы жизнеобеспечения, некоторой части коммуникаций системы управления, системы мягкой посадки и подсистемы электропитания. Оценить Тревожную Систему в варианте «разомкнутый контур»
- Испытать автоматику отстрела теплового экрана и работу КМ при тепловом потоке 200 BTU/фут кв/сек
- Проверить автоматику при запуске, управлении полетом и приземлении
- Согласно плану полёта, Сатурн-1Б выводит космический корабль на суборбитальную траекторию,  в конце восходящей ветви которой Аполлон отделяется от ракеты-носителя. Маршевый двигатель служебного модуля выдает два тормозных импульса, и  командный модуль, отделившись от него, входит в плотные слои атмосферы и приводняется в южной части Атлантического океана.

## Подготовка к полету
Первая ступень ракеты, как обычно, была доставлена на мыс Канаверал баржой 14 августа 1965 года. Она была собрана на заводах Крайслер и имела восемь двигателей H-1, созданных компанией Rocketdyne. Вторая ступень S-IVB прибыла 18 сентября, автоматика управления ракетой-носителем — 22 октября, командный модуль — три дня спустя, а служебный модуль — 27 октября.
Вскоре первая ступень была установлена на стартовой площадке. Вторую ступень смонтировали на ней 1 октября. После решения некоторых проблем в блоке управления, его разместили над S-IVB 25 октября. 26 декабря пристыковали корабль.
7 октября появилась первая проблема, с которой сталкивается NASA. Поставка компьютера 110 А RCA, который должен управлять предстартовой проверкой ракеты и всей автоматики, задерживалась на десять дней — до 1 ноября. Это означало, что к середине октября мало могло быть испытано на стартовом столе. Когда компьютер наконец прибыл, выяснилось, что у него проблемы с перфокартами, а также с конденсаторами, которые плохо работали под защитным покрытием. В конце концов подготовка к старту ракеты-носителя вошла в график. Работы шли круглосуточно в течение всего декабря — днем технический персонал проверял топливные системы корабля, а ночью испытывал ракету.
В компьютере произошёл сбой  а-ля «2000 год». В полночь время изменилось с 2400 на 0001, и компьютер завис. «Он превратился в тыкву», как сказал Франк Брайан — сотрудник Космического центра Кеннеди.
Наконец, отставшая от графика подготовка к полёту завершилась, ракета была готова к старту.

## Составные части системы

### Корабль
Командный модуль CSM-009 был построен в варианте Блок-1, разработанном до принятия решения об участии кораблей Аполлон в Лунных экспедициях (ЛЭ), поэтому появилась проблема — Аполлон не мог состыковаться с Лунным модулем. Блок-1 также использовал предварительные проекты определённых подсистем и был более нагруженным, чем версия Блок-2 для ЛЭ. Все предыдущие варианты командного модуля (за исключением одного), были выполнены из картона (газетного материала). CM-009 был вторым командным модулем версии Блок-1, первый (CM-002) запускался на Литл Джо-2 в заключительном лётном испытании Системы аварийного спасения (САС), как модель Аполлона — A-004. СМ-009 был первым производственным командно-служебным модулем (вариант Блок-1), предназначенным для полета в космос, и отличался от производственной конфигурации упрощенным управлением, наличием навигационной системы, появились ложементы для экипажа, дисплеи и оборудование связи, добавились программный контроль и Тревожная система в варианте «разомкнутый контур».  Также были заменены производящие электроэнергию топливные элементы с батареями и упрощено коммуникационное оборудование S-группы.
В данном запуске Блок-1 оснащался Системой аварийного спасения (САС) и впервые —переходником, соединяющим космический корабль с ракетой-носителем, под которым в последующих полётах размещался Лунный модуль.

### Ракета
Сатурн-1Б был улучшенной версией ракеты Сатурн-1, которая десять раз запускалась в предыдущих испытаниях по программе Аполлон. Были модернизированы двигатели первой ступени, чтобы увеличить тягу с 6 700 кН до 7 100 кН, и заменена вторая ступень — на S-IVB. На второй ступени стоял новый двигатель J-2 (горючее — жидкий водород), который планировалось применять и на второй ступени S-II Сатурна-5 — лунной ракеты-носителя. Доработанная версия S-IVB, с возможностью повторного включения двигателя J-2 в космосе, также использовалась в качестве третьей ступени на Сатурне-5.  В данном запуске применялась новая модель системы управления, впоследствии установленная на Сатурне-5.

## Полет

### Старт
Первая попытка запуска состоялась 25 февраля 1966 года — все шло к тому, что старт произойдет в этот день. Как всегда, было несколько маленьких задержек, а когда давление в одном из топливных баков ступени S-IVB упало ниже установленного предела, бортовой компьютер прервал предстартовый отсчет за 4 секунды до запуска.
Проблема была легко устранимой, но получалось, что старт не успевали произвести в окне запуска. Однако, часть стартовой команды смогла убедить руководство разрешить пуск в расчёте на то, что 150 секунд полета покажут способность ракеты работать с более низким давлением в топливном баке.

### Полет
Наконец, после месяцев задержек и проблем, состоялся первый запуск Сатурн-1Б со стартовой позиции № 34. Обе ступени сработали отлично — первая  подняла ракету на 57 км, вторая доставила космический корабль на высоту 425 км. Командный модуль отделился и продолжал подъём до 488 км, где запустил свой собственный двигатель для возвращения к Земле. Первый импульс продлился 184 секунды, второй — после десятисекундной паузы — ещё 10 секунд. Было доказало, что двигатель может повторно включаться в космосе и готов выполнить свою ключевую роль в пилотируемом полете на Луну.
Корабль вошёл в атмосферу со скоростью 8 300 м/с и приводнился через 37 минут после запуска в 72 км от расчётной точки. Через два часа после старта он был на борту авианосца Boxer.

## Проблемы
В полете обнаружились три серьёзные проблемы. Двигатель служебного модуля штатно работал только в течение 80 секунд, затем работа была прервана попаданием в камеру сгорания газообразного гелия, который использовался для наддува топливных баков. Сбой произошёл из-за перерыва в подаче окислителя, который позволил гелию смешаться с окислителем.
Вторая проблема состояла в том, что подвела электрическая схема командного модуля, он потерял способность к управлению во время возвращения. В-третьих, запись показаний датчиков на этапе спуска была стерта коротким замыканием. Два последних сбоя произошли из-за плохой проводки и были легко устранены.

## В настоящее время
После полета спускаемый аппарат использовался для испытаний методом сбрасывания на полигоне Белые Пески. Сейчас он демонстрируется в Стратегическом Аэрокосмическом музее, Ашленд, Небраска.

## Интересный факт
Так как только в полётах AS-201 и AS-202 стартовали корабли Аполлон, то они неофициально были известны как Аполлон-1 и Аполлон-2 (при запуске AS-203 ракета несла лишь головной обтекатель).
Весной 1967 года первый помощник руководителя NASA по пилотируемым космическим полетам доктор Джордж Э. Мюллер объявил, что полёт, не состоявшийся из-за трагической гибели В. Гриссома, Э. Уайта и Р. Чаффи, будет известен как Аполлон-1 и добавил, что ближайший пуск — старт Сатурна-5, намеченный на ноябрь 1967 года, назван Аполлон-4.
После заявления Мюллера старты AS-201 и AS-202 неофициально стали именоваться Аполлон-2 и Аполлон-3
.